# Évêque de Durham
L'évêque de Durham est un ecclésiastique placé à la tête du diocèse anglican de Durham, dans la province d'York. Son siège est la cathédrale de Durham.

## Histoire
L'évêché de Lindisfarne est fondé en même temps que le monastère de Lindisfarne par le moine irlandais Aidan, évangélisateur de la Northumbrie, en 635. À la suite des attaques vikings, son siège est déplacé à Chester-le-Street en 883, puis à Durham en 995.
Les évêques détiennent le titre de princes-évêques à partir de 1071, lorsque l'évêque Guillaume Walcher devient également comte de Northumbrie. À la mort de Walcher, en 1081, le comté de Northumbrie est divisé en deux parties par le roi Guillaume le Roux et la partie sud revient aux évêques de Durham, qui y exercent une autorité presque absolue pendant plusieurs siècles. Cela se reflète dans les armes des évêques de Durham, où se croisent une crosse et une épée et que surmontent une mitre entourée d'une couronne.
Les pouvoirs des princes-évêques sont équivalents à ceux d'un roi : ils peuvent battre monnaie, lever des armées et émettre des lois. Ces pouvoirs sont réduits à l'époque moderne, d'abord par Henri VIII, puis après la Première Révolution anglaise. Le titre de prince-évêque est aboli en 1836.
L'évêque de Durham siège à la Chambre des lords. L'une de ses tâches consiste à escorter le souverain britannique lors de son couronnement, et d'apparaître comme son garde du corps durant la cérémonie (avec l'évêque de Bath et Wells).

## Liste des évêques de Durham

### Évêques de Lindisfarne puis de Chester-le-Street (635-995)
| Début | Fin                | Nom       | Remarques                                                                    |
| --- | ------------------ | --------- | ---------------------------------------------------------------------------- |
| 635 | 31 août 651        | Aidan     | D'origine irlandaise. Considéré comme saint.                                 |
| 651 | 661                | Finan     | D'origine irlandaise.                                                        |
| 661 | 664                | Colman    | D'origine irlandaise. Abdique après le synode de Whitby.                     |
| 664 | 664                | Tuda      | Mort de la peste.                                                            |
| À la suite du synode de Whitby, Wilfrid devient seul évêque des Northumbriens et Lindisfarne cesse d'être un siège épiscopal jusqu'au bannissement de Wilfrid, en 678. L'archevêque Théodore de Cantorbéry rétablit par la suite un diocèse de Lindisfarne séparé et l'attribue à l'abbé Eata. |                    |           |                                                                              |
| après 678 | vers 685           | Eata      | Également évêque de Hexham jusque vers 681. Abdique pour retourner à Hexham. |
| 26 mars 685 | 687                | Cuthbert  | Abdique avant de mourir, le 20 mars 687. Considéré comme saint.              |
| 688 | 6 mai 698          | Eadberht  | Considéré comme saint.                                                       |
| après 698 | 721 ? ou avant 731 | Eadfrith  | Considéré comme saint.                                                       |
| avant 731 | 737 ou 740         | Æthilwald | Abbé de Melrose. Considéré comme saint.                                      |
| 737 ou 740 | 779 ou 780         | Cynewulf  | Abdique. Meurt en 782 ou 783.                                                |
| 780 | 25 mai 803         | Hygbald   |                                                                              |
| 11 juin 803 | 821                | Ecgberht  |                                                                              |
| 821 | 830                | Heathured |                                                                              |
| 830 | 845                | Ecgred    |                                                                              |
| 845 | 854                | Eanberht  |                                                                              |
| 854 | 899 ?              | Eardulf   | Abandonne Lindisfarne en 875, et s'installe à Chester-le-Street en 883.      |
| 899 | vers 915 ?         | Cuthheard |                                                                              |
| vers 915 | vers 925 ?         | Tilred    |                                                                              |
| vers 925 | 942 ?              | Wigred    |                                                                              |
| 942 ? | ?                  | Uhtred    |                                                                              |
| ? | ?                  | Seaxhelm  | Chassé au bout de six mois.                                                  |
| avant 946 ? | 968 ?              | Ealdred   |                                                                              |
| 968 ? | 990 ?              | Ælfsige   |                                                                              |
| 990 | 995                | Aldhun    | Déplace le siège du diocèse à Durham.                                        |

### Évêques anglo-saxons de Durham (995-1071)
| Début     | Fin       | Nom       | Remarques |
| --------- | --------- | --------- | --- |
| 995       | 1018      | Aldhun    | |
| vers 1020 | vers 1040 | Edmond    | |
| vers 1040 | vers 1040 | Eadred    | Mort avant d'être sacré. |
| 1041      | 1056      | Æthelric  | Démissionne à la suite d'un scandale financier. Mort le 15 octobre 1072.                                                                   |
| 1056      | 1071      | Æthelwine | Frère d'Æthelric, il est fait prisonnier par Guillaume le Conquérant pendant la Dévastation du nord de l'Angleterre et meurt en captivité. |

### Princes-évêques (1071-1559)
- 1071-1080 : Guillaume Walcher
- 1081-1096 : Guillaume de Saint-Calais
- 1099-1128 : Ranulf Flambard
- 1133-1140 : Geoffrey Rufus
- 1141-1143 : Guillaume Cumin (usurpateur)
- 1143-1153 : Guillaume de Sainte-Barbe
- 1153-1195 : Hugues du Puiset
- 1197-1208 : Philippe de Poitou
- 1209-1213 : Richard Poore
- 1214 : John de Gray (mort avant d'être consacré)
- 1215 : Morgan (élection annulée)
- 1217-1226 : Richard Marsh
- 1226-1227 : William Scot (élection annulée)
- 1229-1237 : Richard Poore
- 1237-1240 : Thomas de Melsonby (démissionna avant d'être consacré)
- 1241-1249 : Nicholas Farnham
- 1249 : Walter de Kirkham
- 1260-1274 : Robert Stitchill
- 1274-1283 : Robert de Holy Island
- 1284-1310 : Antony Bek (également Patriarche latin de Jérusalem)
- 1311-1316 : Richard Kellaw
- 1318-1333 : Louis de Beaumont
- 1333-1345 : Richard de Bury
- 1345-1381 : Thomas Hatfield
- 1382-1388 : John Fordham
- 1388-1406 : Walter Skirlaw
- 1406-1437 : Thomas Langley
- 1437-1457 : Robert Neville
- 1457-1476 : Lawrence Booth
- 1476-1483 : William Dudley
- 1484-1494 : John Sherwood
- 1494-1501 : Richard Fox
- 1502-1505 : William Senhouse
- 1507-1508 : Christopher Bainbridge
- 1509-1523 : Thomas Ruthall
- 1523-1529 : Thomas Wolsey
- 1530-1559 : Cuthbert Tunstall

### Princes-évêques anglicans (1561-1836)
- 1561-1576 : James Pilkington
- 1577-1587 : Richard Barnes
- 1589-1595 : Matthew Hutton
- 1595-1606 : Tobias Matthew
- 1606-1617 : William James
- 1617-1627 : Richard Neile
- 1628 : George Monteigne
- 1628-1632 : John Howson
- 1632-1659 : Thomas Morton
- 1660-1672 : John Cosin
- 1674-1722 : Nathaniel Crew
- 1722-1730 : William Talbot
- 1730-1750 : Edward Chandler
- 1750-1752 : Joseph Butler
- 1752-1771 : Richard Trevor
- 1771-1787 : John Egerton
- 1787-1791 : Thomas Thurlow
- 1791-1826 : Shute Barrington
- 1826-1836 : William Van Mildert

### Évêques (depuis 1836)
- 1836-1856 : Edward Maltby
- 1856-1860 : Charles Longley
- 1860-1861 : Henry Villiers
- 1861-1879 : Charles Baring
- 1879-1889 : Joseph Barber Lightfoot
- 1890-1901 : Brooke Westcott
- 1901-1920 : Handley Moule
- 1920-1939 : Herbert Hensley Henson
- 1939-1952 : Alwyn Williams
- 1952-1956 : Arthur Michael Ramsey
- 1956-1966 : Maurice Harland
- 1966-1972 : Ian Ramsey
- 1973-1983 : John Habgood
- 1984-1994 : David Edward Jenkins
- 1994-2003 : Michael Turnbull
- 2003-2010 : Nicholas Thomas Wright
- 2011-2013 : Justin Welby
- 2014-2024 : Paul Butler